# 叢林印地安人
叢林印地安人（全稱叢林印地安人聯盟，League of Woodcraft Indians）是一個美國青少年計畫，由歐尼斯特·湯普森·西頓創立。儘管這個名稱有「印第安」這個字樣，但本計畫所屬对象是非印地安人男孩。這個計畫後來改名為美國叢林聯盟（Woodcraft League of America），並且允許女孩加入。本計畫後來還推廣到海外，並且很多的這些海外計畫到今天仍然存留著。
在美國，第一個叢林「部落」，在1902年成立於康乃狄克州寇斯寇伯。西頓的家全部被當地學校的一群男孩所破壞。在他重漆大門一段時間後，他來到學校，並邀請他們在周末來西頓家，並沒有懲罰他們。西頓在這些男孩當中坐下，並告訴他們有關美國原住民和自然的故事。
這個計畫的獨特之處在於男孩選出他們自己的領導者：一位「酋長」、一位「副酋長」、一位「記帳者」、一位「財務總管」。1902年5月至11月，西頓以「西頓的男孩」（Seton's Boys）為標題，在《女士的家庭期刊》（Ladies' Home Journal）寫下了7篇一系列的文章，後來出版成《Birch Bark Roll》。在他的好友，魯德亞德·吉卜林的激勵之下，西頓出版了小說《Two Little Savages》（1903年），而不是一本叢林的字典。
1906年，西頓旅行至英國，去探望對他的戶外組織有興趣的人。他和羅伯特·貝登堡會面，並且給他了一本《Birch Bark Roll》的複本。他們在先前有進行書信往來。1908年，西頓收到從貝登堡寄來的信件，陳述他想要進行他的童軍計畫，並且是基於西頓的計畫。貝登堡結合了很多想法、榮譽和遊戲在他的著作，《童軍警探》當中。
1910年，西頓和丹·布雷德成立了美國童軍，並且當了5年的總監。這個職位和貝登堡在英國的職位是相同的。他合併了叢林印第安人到這個新成立的美國童軍。1915年，在詹姆斯·E·魏斯特接任之後，西頓離開美國童軍，並另外重新成立了叢林印地安人。之後他宣稱他不曾真正將這個團體合併在美國童軍之下。美國叢林聯盟的計畫是一個從「4歲到94歲」「孩子」的共同教育計畫。
1921年，西頓成立了一個計畫，稱為布朗尼計畫（Brownies），是給予6歲到11歲的男孩和女孩，基礎是他早期的著作《叢林故事》（Woodland Tales）。這個計畫就是美國女童軍幼女童軍階段的起源。
在美國20世紀早期，有很多的叢林團體。他們是第3代的叢林計畫，並且仍然在這個運動上活躍著。今日最著名的團體，是位於加州洛杉磯的叢林蘭傑，這個團體有一個天然營地提供給洛杉磯市內的小孩。而以叢林計畫為基礎的營地，在西頓的朋友和學生的支持下，成立於美國和加拿大。
總體來說，叢林計畫在1940年代，隨著西頓的逝世而宣告終止。

## 外部連結
- The BSA's 'forgotten' founding father（页面存档备份，存于） (October 1998)
- The Woodcraft League in Czech Republic（页面存档备份，存于）